# ウェーヴェルトン・ペレイラ・ダ・シウバ
ウェヴェルトン（Weverton）ことウェヴェルトン・ペレイラ・ダ・シウバ（ポルトガル語: Weverton Pereira da Silva, 1987年12月13日 - ）は、ブラジル・アクレ州リオブランコ出身のサッカー選手。SEパルメイラス所属。ブラジル代表。ポジションはGK。

## 経歴

### クラブ
ACジュベントス時代に行われたSCコリンチャンス・パウリスタ戦でのパフォーマンスの良さから2006年にコリンチャンスの下部組織に移籍。2007年にトップチームに昇格するも、ハファエウ・サントスがトップチームに昇格してくると序列は第4ゴールキーパーまで落ちた。そのため、クルーベ・ド・レモやオエステFC、アメリカ-RNへと期限付き移籍で送り出された。アメリカ-RN時代のカンピオナート・ブラジレイロ・セリエBではベテランのホドルフォと出場時間を分け合った。
2010年1月にコリンチャンスから放出され、ボタフォゴ-SPに加入。ここで活躍した事によって同年5月12日にアソシアソン・ポルトゥゲーザ・ジ・デスポルトスに移籍。彼は2011シーズンのカンピオナート・ブラジレイロ・セリエBでは不動のレギュラーとして活躍し、リーグ制覇に大きく貢献した。
ポルトゥゲーザとの契約が終了すると、2012年5月にアトレチコ・パラナエンセに加入。2014シーズンのカンピオナート・ブラジレイロ・セリエAで主将を任せられると、同年10月15日に2017年まで契約を延長した。
2017年12月に5年契約でSEパルメイラスに移籍。

### 代表
2016年7月31日に負傷したフェルナンド・プラスの代わりにリオデジャネイロオリンピックのメンバーに選出された。決勝戦ではニルス・ペーターゼンのPKを止めて優勝を勝ち取る大活躍を見せた。
オリンピックでの活躍から、直後に2018 FIFAワールドカップ・南米予選に挑むA代表にも招集されたが、ここでは出場機会がなかった。翌2017年1月26日に行われたコロンビア代表との親善試合でA代表初出場を記録した。
2021年6月、ウェヴェルトンはブラジル代表に選ばれ、ホームで開催された2021年コパ・アメリカに参加しました。 6月23日、彼はブラジルのグループステージ第3戦に出場し、コロンビアに2-1で勝利しました。
2022年11月7日、W杯カタール大会に向けたメンバーの1人に選ばれた。決勝トーナメント1回戦韓国代表戦にて、チームが3点リードで迎えた後半35分からアリソン・ベッカーに代わって途中出場し、チームの勝利に貢献した。

## 代表歴

### 出場大会
- ブラジル代表
  - 2022 FIFAワールドカップ

### 試合数
- 国際Aマッチ 10試合 0得点（2017年-）[12]

| ブラジル代表 | 国際Aマッチ | 国際Aマッチ |
| 年           | 出場        | 得点        |
| ------------ | ----------- | ----------- |
| 2017         | 2           | 0           |
| 2018         | 0           | 0           |
| 2019         | 0           | 0           |
| 2020         | 2           | 0           |
| 2021         | 3           | 0           |
| 2022         | 2           | 0           |
| 2023         | 1           | 0           |
| 通算         | 10          | 0           |

## タイトル

### クラブ
SCコリンチャンス・パウリスタ
- カンピオナート・ブラジレイロ・セリエB: 2008

ボタフォゴSP
- カンピオナート・パウリスタ: 2010

ポルトゥゲーザ
- カンピオナート・ブラジレイロ・セリエB: 2011

アトレチコ・パラナエンセ
- Marbella Cup（ポルトガル語版）: 2013
- カンピオナート・パラナエンセ: 2016

SEパルメイラス
- カンピオナート・ブラジレイロ・セリエA: 2018
- Florida Cup（ポルトガル語版）: 2020
- カンピオナート・パウリスタ: 2020, 2022
- コパ・リベルタドーレス：2020, 2021
- コパ・ド・ブラジル：2020
- レコパ・スダメリカーナ：2022

### 代表
U-23ブラジル代表
- オリンピック: 2016

### 個人
- 南米年間ベストイレブン : 2020, 2021